# Comuna Botevgrad, Sofia
Botevgrad (în bulgară Ботевград) este o comună în regiunea Sofia, Bulgaria, formată din orașul Botevgrad și satele Bojenița, Elovdol, Gurkovo, Kraevo, Lipnița, Litakovo, Novacene, Radotina, Rașkovo, Skravena, Trudoveț și Vraceș. 

## Demografie
Componența etnică a comunei Botevgrad
     Romi (8,56%)
     Bulgari (82,9%)
     Nicio identificare (8,32%)
     Altele (0,56%)
La recensământul din 2011, populația comunei Botevgrad era de 33.175 locuitori. Din punct de vedere etnic, majoritatea locuitorilor (82,9%) erau bulgari, cu o minoritate de romi (8,56%). Pentru 8,32% din locuitori nu este cunoscută apartenența etnică.